# Sterling Price
Sterling Price (ur. 14 września 1809, zm. 29 września 1867) – amerykański prawnik, polityk i wojskowy ze stanu Missouri (generał) w czasie trwania wojny amerykańsko-meksykańskiej i wojny secesyjnej.
Price, po wielu sukcesach odniesionych na początku wojny secesyjnej, poprowadził swą armię ponownie do Missouri w roku 1864, w nieudanej wyprawie mającej na celu odzyskania tego stanu dla Konfederacji. Po przegranej wyprowadził swe wojsko do Meksyku, próbując walczyć dalej i nie kapitulować wobec wojsk Unii.

## Początki kariery
Sterling „Papcio” Price urodził się w pobliżu Farmville, w hrabstwie Prince Edward, w stanie Wirginia. Uczęszczał do Koledżu Hampden-Sydney College w latach 1826-1827, gdzie studiował prawo i pracował w sądzie w pobliżu domu. Został członkiem palestry i otwarł prywatną praktykę adwokacką. Wiosną roku 1831 przeniósł się do Fayette, ale już w rok później przeprowadził się do Keytesville, gdzie był dyrektorem hotelu, właścicielem sklepu i plantacji o nazwie Val Verde. 14 maja 1833 roku poślubił Marthę Head z hrabstwa Randolph. Małżeństwo miało siedmioro dzieci, z których pięcioro nie zmarło w dzieciństwie.
W trakcie tzw. „kampanii mormońskiej” w roku 1838 Price był członkiem delegacji hrabstwa Chariton, Missouri, wysłanej celem zbadania prawdziwości doniesień o starciach pomiędzy mormonami, a ich przeciwnikami w zachodniej części stanu Missouri. Jego raport bronił mormonów, stwierdzając, że nie byli winni zbrodni zarzucanych im przez przeciwników. Po kapitulacji mormonów 1838 Price został wysłany na czele kompanii milicji stanowej przez gubernatora Lilburna Boggsa do hrabstwa Caldwell z zadaniem ochrony członków LDS przed napadami rabunkowymi ze strony nieprzyjaciół.
Price był wybierany do Izby Reprezentantów stanu Missouri w latach 1836–1838 i 1840–1844, kiedy to piastował urząd marszałkowski. Następnie, jako demokrata wybrany został do Kongresu USA, gdzie zasiadał od 4 marca 1845 do 12 sierpnia 1846, kiedy to złożył rezygnację, by wziąć udział w wojnie amerykańsko-meksykańskiej.

## Wojna z Meksykiem
Price sformował ochotniczy 2. pułk kawalerii z Missouri i został jego dowódcą w randze pułkownika 12 sierpnia 1846 roku. Ze swym pułkiem dotarł do Santa Fe, gdzie objął funkcję wojskowego gubernatora Terytorium Nowego Meksyku w miejsce gen. Stephena Kearny’ego, który wyjechał do Kalifornii. W okresie swego urzędowania Price poskromił Bunt w Taos, antyamerykańskie powstanie miejscowej ludności w styczniu 1847 roku. Prezydent Polk awansował Price’a do stopnia brygadiera czasu wojny.
W lipcu 1847 roku Price został wojskowym gubernatorem stanu Chihuahua i 16 marca 1848 dowodził Armią Zachodu w bitwie pod Santa Cruz de Rosales. Do bitwy doszło dlatego, że Price otrzymał nieprawdziwą wiadomość o marszu armii meksykańskiej na Nowy Meksyk. Była to ostatnia bitwa tej wojny, stoczona już po ratyfikacji przez Kongres traktatu z Guadalupe Hidalgo, co miało miejsce 10 marca.
Po wojnie Price został 25 listopada zwolniony ze służby i wrócił do Missouri. Zakupił szmat ziemi i jako właściciel niewolników zajął się uprawą tytoniu. Jako postać bardzo popularna łatwo wybrał wybory na gubernatora stanu i sprawował ten urząd w latach 1853-1857. Jako gubernator wykazał się sprawnością i energią przy rozbudowie sieci kolejowej w swym stanie. Po wygaśnięciu mandatu był do roku 1861 komisarzem Banku Stanowego. 28 lutego tegoż roku został wybrany przewodniczącym Konferencji Stanu Missouri, która głosowała przeciw secesji.

## Udział w wojnie secesyjnej
Price początkowo był przeciwny secesji Missouri, ale gdy Francis Blair i gen. Nathaniel Lyon zajęli należący do milicji stanowej Camp Jackson w Saint Louis, Price zmienił przekonania. W maju 1861 roku został mianowany przez gubernatora Jacksona dowódcą nowo utworzonej Gwardii Stanowej Missouri. Prowadził swych młodych rekrutów (którzy przezywali go pieszczotliwie „Papciem”) w kampanii, która miała zapewnić przynależność Missouri do Konfederacji. Jedną z najważniejszych bitew tej kampanii była I bitwa pod Lexington, podczas której Price pokonał siły Unii płk. Mulligana i zajął miasto dla Południa, aczkolwiek tylko tymczasowo.
Price został przyjęty 6 marca 1862 do armii konfederackiej w stopniu generała-majora włączając swoją Gwardię Stanu Missouri w szeregi Armii Zachodu. Najbardziej znaczącymi starciami wojny secesyjnej, w jakich uczestniczył, były: bitwa nad Wilson’s Creek, wspomniana I bitwa pod Lexington, bitwa pod Pea Ridge, II bitwa o Corinth, bitwa pod Helena, bitwa pod Westport, bitwa pod Carthage, bitwa pod Prairie D’Ane, bitwa pod Fort Davidson, bitwa pod Westport i bitwa nad Mine Creek. Jakkolwiek poświęcił się całkowicie sprawie Południa, operacje militarne widział zawsze pod kątem wyzwolenia Missouri. Początkowo odnosił spore sukcesy, ale jego ostatnie bitwy, wobec mnożących się przeciwieństw, były w większości przegrane.

## Po wojnie
Price nie skapitulował jak inni dowódcy armii konfederackiej, lecz na czele resztek swej armii przekroczył granicę meksykańską. Tam bez powodzenia zabiegał o przyjęcie do służby w wojsku cesarza Maksymiliana.
Był przywódcą konfederackiej kolonii w miejscowości Carlota, w stanie Veracruz. Gdy kolonia okazała się niewypałem, Price – biedny i chory – wrócił do Missouri. Zmarł na cholerę w Saint Louis i został pochowany tamże, na cmentarzu Bellefontaine.